# Thethi Nemzeti Park
A Thethi Nemzeti Park (albán Parku Kombëtar i Thethit) 1966-ban létrehozott, 2630 hektáron elterülő nemzeti park Albánia északnyugati részén, az Albán-Alpok keleti és nyugati vonulatai között húzódó Shala-völgy földrajzi kistáján. A 2000 méter feletti hegycsúcsok koszorúzta völgykatlan védett területe a Theth folyócska forrásvidékére és felső völgyszakaszára, valamint az azt szegélyező hegylábakra terjed ki. Természeti értékei, az összefüggő gyertyános–tölgyesek és bükkösök, barlangok, vízesések, gleccsertavak és a Grunasi-szurdok révén az albániai hegyi turizmus és természetjárás egyik legkedveltebb célpontja.

## Földrajza

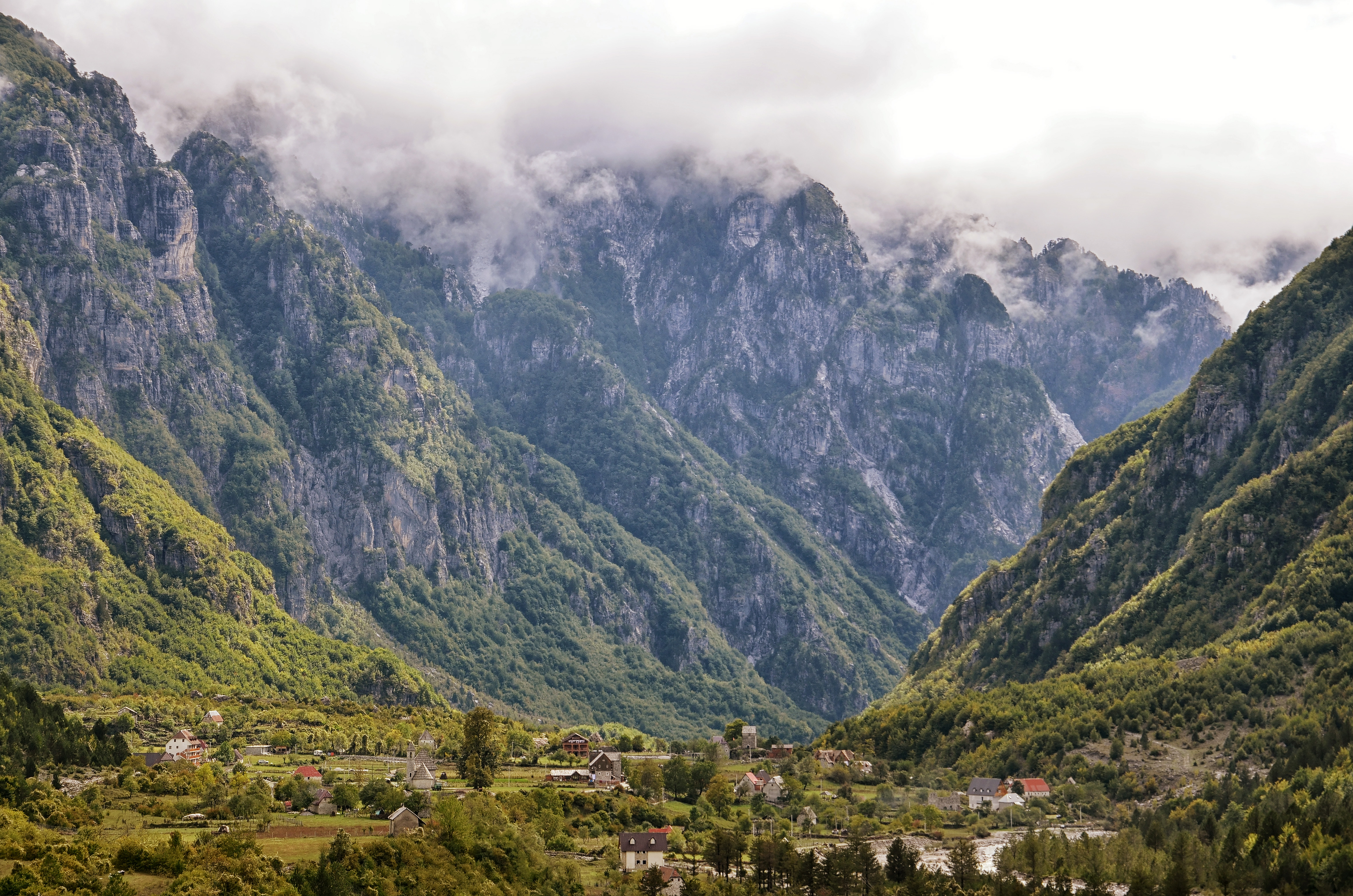
A thethi völgykatlan déli része Gjelaj felől

A nemzeti park a mindössze 9 kilométer hosszú Theth folyócska magashegyek ölelésében kialakult, 750-800 méteres tengerszint feletti magasságú katlanvölgyére és a környező csúcsok meredek hegyoldalaira terjed ki. A közelítően ovális alakú völgykatlan a kainozoikumi eljegesedés időszakában alakult ki, amelyet a környező hegyekről aláömlő számos vízfolyás alakított tovább. A Theth-völgy természetföldrajzi szempontból az Albán-Alpokon belül a Keleti-Albán-Alpok középtájához, a Shala-völgy (Lugina e Shalës) földrajzi kistájához tartozik, amelyet keletről a Jezerca-blokkhoz, nyugatról pedig a Nyugati-Albán-Alpokhoz, a Malësia e Madhéhoz tartozó magaslatok szegélyeznek. Délnyugatról a Zorz-hegy (Maja e Zorzit, 1661 m), nyugatról a Shteg-hegy (Maja e Shtegut, 2081 m), északnyugatról a Radohima-hegy (Maja e Radohimës, 2568 m), északról az Arap-hegy (Maja e Arapit, 2217 m), északkeletről a Paplluka-hegy (Maja e Papllukës, 2569 m, a nemzeti park legmagasabb pontja) és az Alia-hegy (Maja e Alisë, 2471 m), keletről pedig a Bosh-hegy (Maja e Boshit, 2414 m) határolja a déli irányban nyitott völgyet. A nemzeti park déli határát a Theth mellékvize, a Kapre-patak (Përroi i Kapres) jelöli ki.
A Theth forrásvidéke északon, az Arap-hegy lábánál található, ahol a felszín alatti rétegvíz egy 6 méteres forrásmedencében tör a felszínre. Az éves hidrológiai ciklus júliusban kezdődik, a Theth-forrás vízhozama ekkor 2-3 m³/s, a 7 °C-os hőmérsékletű folyó hozama pedig 1000-1300 l/s körül alakul. A folyó felső szakaszán a meder szélessége mintegy 150-200 méter, ezt folyamatosan töltik fel kőzethordalékukkal a környező hegyekből eredő vízfolyások. A medret mindkét oldalán 4-5 méter magas folyóteraszok kísérik egészen Grunasig, amelytől délre a jég alakította felszínformákat a folyó vájta, mély és keskeny Grunasi-szurdok váltja fel. A Theth-völgy Ndërlysajnál éri el a Shala folyót, itt a tengerszint feletti magasság 600 méter. Keleti és nyugati irányból egyaránt számos kisebb vízfolyás táplálja a Thethet, ezek közül nevezetesebbek a Birka- (Përroi i Dhenve), a Szikla- (Përroi i Gurrës), a Shkaf- (Përroi i Shkafit), a Sós- (Përroi i Shëllinës) és a Rroshkadoll-patak (Përroi i Rroshkadollit). A nemzeti park területén mintegy hetven, jellemzően 5-6 °C-os hőmérsékletű karsztforrás tör a felszínre. A Thethi Nemzeti Park vízrajzát emellett több gleccsertó színesíti, többek között a Tërthorja-tó (Liqeni i Tërthores) és a Peja-hágói-tó (Liqeni i Qafës së Pejës).
A magashegyek által közrezárt területet hideg és csapadékos telek, valamint enyhe nyarak jellemzik. A januári középhőmérséklet 0 °C, a júliusi 17 °C körül alakul, a legalacsonyabb mért hőmérsékleti szélsőérték -19,2 °C. Az éves csapadékmennyiség 2900 és 3000 milliméter közötti, amelynek nagy része az őszi (eső) és a téli (hó) évnegyedekben hull a vidékre, de nyaranta sem ritkák a rövid záporok. A hótakaró nemritkán meghaladja az 1,5 méteres, magasabb fekvésű területeken pedig a 3 méteres vastagságot. Az éves napsütéses órák száma a déli irányban nyitott völgyben relatíve magas, 2000 és 2200 között alakul.

## Élővilága
A nemzeti park területének csaknem kétharmadát, 1680 hektárt – jellemzően barna erdőtalajon – erdők, főként bükkösök borítják, a fennmaradó, magasabban fekvő területeken alpesi legelők és kopár sziklaszirtek váltják egymást. Megközelítően 1500 növényfaj honos a területen, közülük 70 veszélyeztetett státusú. A tengerszint feletti magasság függvényében három jellemző növénytársulás különíthető el a nemzeti parkban. A legalacsonyabban fekvő, 600-800 méter közötti területeken, a katlanvölgyben elsősorban gyertyános–tölgyesek alkotják a természetes növénytakarót, a főbb állományalkotó fajok a csertölgy (Quercus cerris), a komlógyertyán (Ostrya carpinifolia), a keleti gyertyán (Carpinus orientalis), a virágos kőris (Fraxinus ornus) és a húsos som (Cornus mas). 700 és 1900 méter közötti tengerszint feletti magasságban ezek helyét veszik át a bükkösök. Az európai bükk (Fagus sylvatica), a közönséges jegenyefenyő (Abies alba), a hegyi juhar (Acer pseudoplatanus) alkotta erdők állományába magasabb szintvonalakon balkáni páncélfenyő (Pinus leucodermis) és havasi törpefenyő (Pinus mugo) vegyül, amelyek foltjai nemritkán 2200-2300 méteres magasságban is megtalálhatók. A bükkösök különösen értékes endemikus faja az útifűfélék közé tartozó Wulfenia baldaccii. 1900 méteres tengerszint feletti magasságtól fokozatosan az alpesi rétek veszik át az erdők helyét. Ezeken a területeken a fásszárú közönséges boróka (Juniperus communis) és csorba fűz (Salix retusa) mellett a főbb állományalkotó fajok a havasi perje (Poa alpina), a havasi őszirózsa (Aster alpinus), a bérci here (Trifolium alpestre), a nyúlfarkfüvek közé tartozó Sesleria robusta, valamint több csenkeszfaj (Festuca sp.).
A Thethi Nemzeti Park állatvilága a flórához hasonlóan fajgazdag. Az itt honos húsz emlősfaj mellett ötven madárfaj fészkel a területen, a hüllőket tíz, a kétéltűket nyolc faj képviseli. A nagyemlősök közül jelentős populációval rendelkezik a barna medve (Ursus arctos), a szürke farkas (Canis lupus), az eurázsiai hiúz (Lynx lynx balcanicus), a vaddisznó (Sus scrofa), a zerge (Rupicapra rupicapra), az európai őz (Capreolus capreolus) és a vadkecske (Capra aegagrus). A madarak közül elsősorban négy-négy pinty- és cinegefaj fészkel nagyobb állományokban a nemzeti parkban, mellettük kisebb számban ugyan, de jelentős a szirti sasok (Aquila chrysaetos), három harkályfaj és a csuszka (Sitta europaea) populációja. A Theth folyó vizének élővilágát elsősorban a márványos pisztráng (Salmo marmoratus) jellemzi, de nagy számban megtalálható az egyébként Balkán-szerte ritka sebes pisztráng (Salmo trutta), valamint az alpesi szalamandra (Salamandra atra) is. 

## Története
A nemzeti park területe nagyjából megegyezik a ma a Shala alközséghez tartozó szórványtelepülés, Theth területével, amely egyben a Dukagjin néprajzi régió legészakibb szállásterülete is. A hagyományosan egy-egy nemzetség tagjainak otthont adó fontosabb településrészek a Theth bal partján északról dél felé haladva Nikgjonaj, Gjelaj, Hardedaj, Fushë-Theth, Nënreth és Grunas, a jobb parton Gjeçaj és Ndërlysaj. A település első említései 1485-ből (hét házzal), majd egy 1688-as itáliai térképről ismertek. Az oszmán hódítás elől érkező római katolikus albánok a 15. században kezdték benépesíteni a völgyet, de a népességszám igazán a 18. században ugrott meg. Albánia korai felfedezői közül többen ellátogattak a völgybe, és földrajzi, néprajzi, társadalmi beszámolóikkal korán ráirányították a figyelmet a Theth-völgy természeti és kulturális értékeire; közéjük tartozott Karl Steinmetz (1904), a magyar Nopcsa Ferenc (1905–1907), Edith Durham (1908) és Rose Wilder Lane (1921). 1921-ben az Amerikai Vörös Kereszt létesített itt iskolát. A Shkodrát Theth-szel összekötő utat 1936-ban adták át, de a völgy turisztikai jelentősége csak 1962 után lendült fel, miután kiépítették a turisztikai infrastruktúrát és az első szálláshelyeket, 1968-ban pedig egy szakszervezeti munkásüdülőt is létesítettek.
A nemzeti park 1966. november 21-én alakult meg, a 2010-es években pedig tervbe vették egy határokon átnyúló, albán–montenegrói–koszovói természetvédelmi park létrehozását, amelynek a Thethi Nemzeti Park is része lenne.

## Idegenforgalma és látnivalói

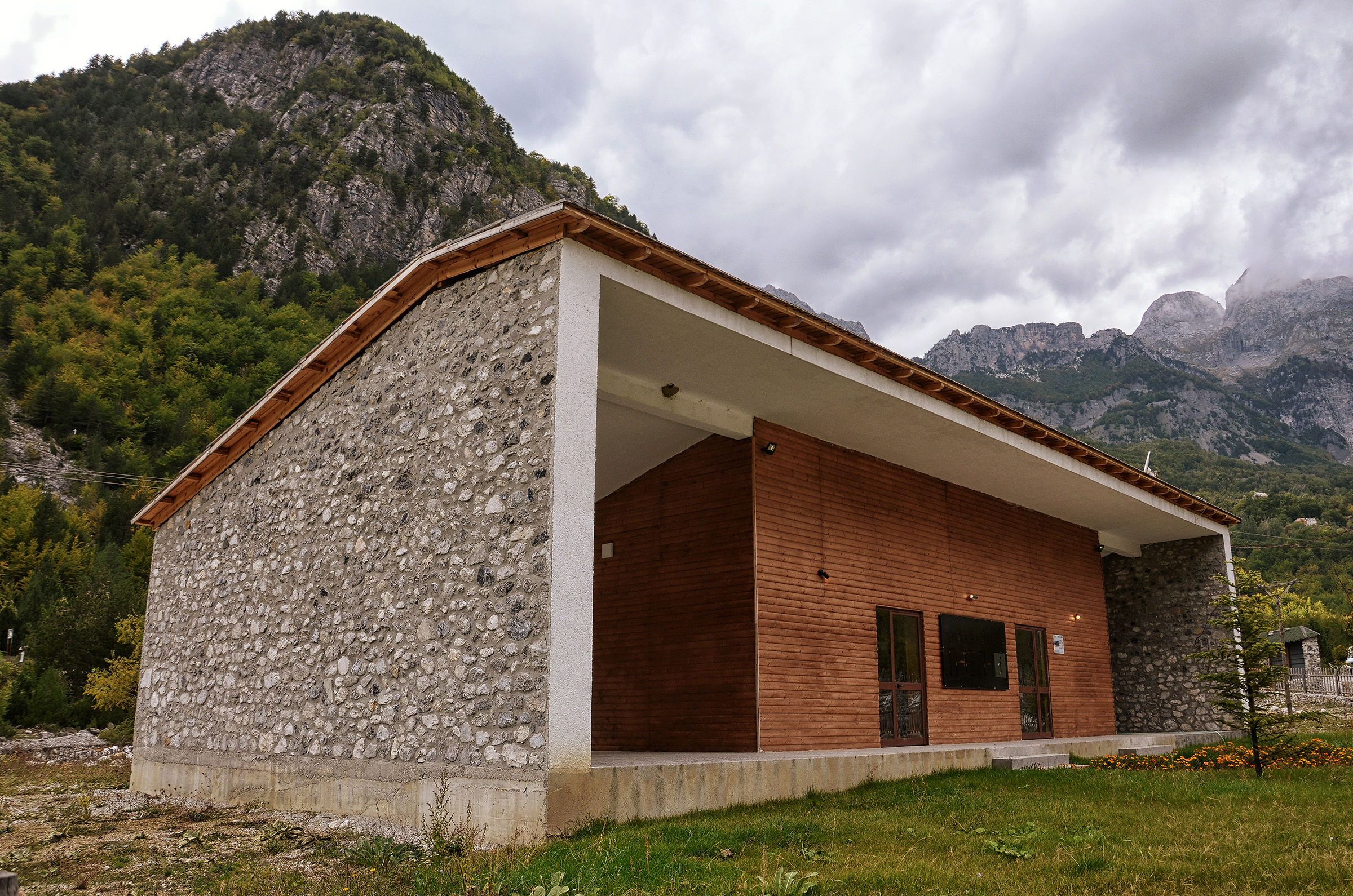
A nemzeti park 2018-ban átadott látogatóközpontja

Napjainkban Theth, különösen annak központi településrészei, Fushë-Theth és a Theth folyó jobb partján húzódó Gjeçaj az észak-albániai hegyvidéki turizmus legkedveltebb célpontjai közé tartoznak, szálláshelyekkel és éttermekkel, sportlehetőségekkel (hegymászás, barlangászat, kajakozás, horgászat, hegyi kerékpározás stb.). A nemzeti park központi része, Fushë-Theth a jó közlekedési helyzetű Koplik városától légvonalban 34, közúton 57 kilométerre található északkeleti irányban. A közúti összeköttetést a Koplikból kiinduló SH21-es főút biztosítja, amelyet 2016-ban a Bun i Thorës-hágóig leaszfaltoztak, utolsó 16 kilométerén azonban az út nehezen és lassan járható. Ez utóbbi szakasz útépítési munkálatai – a nyomvonal kiszélesítése, alagutak építése, majd az út aszfaltozása – 2019-ben indultak meg. A Theth völgye egy másik útvonalon át is megközelíthető Shkodrából a Kir, majd a Shala völgyén át, ez azonban terepjáróval is nehezen járható. Csak gyalogosan járható, de kedvelt túraútvonalnak számít a Theth völgyét a közeli Valbona-völgy Nemzeti Parkkal az 1817 méteres Valbona-hágón át összekötő hegyi ösvény.
A Thethi Nemzeti Park főbb természeti értékei közé tartozik a Theth folyócska 2 kilométer hosszú, 45-65 méter mély és 2-3 méter széles szurdokvölgye, a Grunasi-szurdok (Kanioni i Grunasit). A karbonátos kőzetek alkotta hegyoldalak cseppkövekben, galériákban és barlangi tavakban bővelkedő barlangjai közül nevezetesebbek az Arapi-barlang (Shpella e Arapit), a Körkörös-lyuk (Bira a Rrathëve), a Kakukk-barlang (Shpella e Qyqes), a Vörös-barlang (Shpella e Kuqe), a Birka-járási-barlang (Shpella e Shtegut të Dhenve) és a Peja-hágói-barlang (Shpella e Qafës së Pejës). További jelentős természeti értékek a 35 méter magas Grunasi- (Ujëvara e Grunasit) és a 24 méteres Gjeçaji-vízesés (Ujëvara e Gjeçajt), valamint a Kapre-patak forrásmedencéje, a Kék Szem-forrás (Syri i Kaltër).
Theth településrészein több hagyományos, jellemzően emeletes és zsindelytetős kőház található, közülük jelentőségükben kiemelkedik Fushë-Theth két kullája, hagyományos toronyháza, amelyekben vérbosszú esetén húzta meg magát a kiszemelt áldozat. További fontos emlékmű Fushë-Theth 1892-ben épült római katolikus kőtemploma.
- A Grunasi-vízesés
- A Theth szurdokvölgye Grunasnál

- Fushë-Theth temploma
- A thethi Zárkatorony (Kulla e Ngujimit)
- Zsindelytetős kőház Theth okoli településrészében